# Diversidad sexual en Nicaragua
Las personas del colectivo LGBTI+ en Nicaragua se enfrentan a ciertos desafíos legales y sociales no experimentados por otros residentes. Las relaciones sexuales consensuales entre personas del mismo sexo fueron despenalizadas en 2008, sin embargo, la diversidad sexual aun es un tema tabú en la sociedad nicaragüense, la cual es mayormente conservadora, y a pesar de los avances en materia de protección contra la discriminación por motivos de orientación sexual e identidad de género en áreas como en el acceso al empleo y los servicios de salud, las personas del colectivo aun sufren de discriminación, persecución y violencia.

## Legislación y derechos

### Despenalización de la homosexualidad
El 16 de enero de 1974 fue aprobado un nuevo Código Penal de Nicaragua, el cual en su artículo 205 penalizaba las relaciones homosexuales. El 11 de junio de 1992, la Asamblea Nacional aprobó diversas reformas al Código Penal en relación con delitos de carácter sexual; el artículo 204, en su versión enmendada y que en el código penal de 1974 correspondía al artículo 205, se estableció el delito de sodomía. En septiembre de 1992, entraron en vigencia las nuevas modificaciones del código penal, volviendo a criminalizar nuevamente a la homosexualidad en el país.
Para inicios de los años 2000, Belice, Nicaragua y Panamá, eran los únicos 3 países de la región centroamericana que aun seguían penalizando la homosexualidad. En noviembre de 2007 el gobierno nicaragüense dio a conocer su nuevo código penal, el cual entraría en vigor en 2008. El nuevo código penal derogó el artículo 204, despenalizando nuevamente la homosexualidad en Nicaragua. La edad de consentimiento sexual en Nicaragua es de 18 años, sin importar la orientación sexual.

### Reconocimiento de las parejas del mismo sexo
No existe ningún tipo de reconocimiento hacia las parejas formadas por individuos del mismo sexo en forma de matrimonio o de unión civil en Nicaragua, por ende, el Estado nicaragüense tampoco reconoce a la familia homoparental. En Nicaragua no están prohibidas constitucionalmente las uniones civiles o el matrimonio entre personas del mismo sexo; sin embargo, es improbable que se apruebe un proyecto de ley en los próximos años que pueda permitir que las parejas del mismo sexo tengan el mismo derecho que las parejas heterosexuales a acceder a las uniones civiles o al matrimonio.

### Leyes y medidas antidiscriminación

#### Protección laboral
Desde el año 2008, el estado de Nicaragua cuenta con medidas legales las cuales prohíben la discriminación por motivos de la "opción sexual" en el ámbito laboral. No obstante, las medidas legales vigentes contra la discriminación, solo otorgan protección por motivos de la "opción sexual", no se extienden hasta la identidad y expresión de género.
Código Penal: El artículo 315 del Código Penal de Nicaragua, penaliza la discriminación por motivos de la "opción sexual" en el empleo. Sin embargo, este artículo no incluye la identidad y expresión de género, por ende, las personas trans quedan excluidas de la protección que otorga el código penal. De igual forma, a pesar de que este artículo existe y solo incluye la "opción sexual", el acceso al trabajo continúa siendo difícil para las personas LGBTI+ en Nicaragua.
El artículo 315 del Código Penal expresa lo siguiente:

Art. 315. Discriminación, servidumbre, explotación
Quien discrimine en el empleo por razón de nacimiento, nacionalidad, afiliación política, raza, origen étnico, opción sexual, género, religión, opinión, posición, económica, discapacidad, condición física, o cualquier otra condición social, será penado con prisión de seis meses a un año y de noventa a ciento cincuenta días multa
Quien someta, reduzca o mantenga a otra persona en esclavitud o condiciones similares a la esclavitud, trabajo forzoso u obligatorio, régimen de servidumbre o cualquier otra situación en contra de la dignidad humana, en la actividad laboral, será castigado con prisión de cinco a ocho años.
Se impondrá pena de prisión de cinco a ocho años y de ciento cincuenta a trescientos días multa, a quienes trafiquen a personas, con el fin de someterlas a actividades de explotación laboral, así como el reclutamiento forzado para participar en conflictos armados.
La pena para los delitos señalados en los párrafos anteriores se agravará hasta la mitad del límite máximo del delito de que se trate, cuando sean cometidos:
a) En perjuicio de niños o niñas, o,
b) Mediante violencia o intimidación.
Si concurren ambas circunstancias, la pena se agravará hasta las tres cuartas partes del límite máximo del delito respectivo.
Quien contrate para el empleo a una persona menor de dieciocho años fuera de los casos autorizados por la ley con fines de explotación laboral, será sancionado con pena de dos a cuatro años de prisión.
Código Penal de Nicaragua

#### Protección amplia
Desde el año 2014, el estado de Nicaragua cuenta con medidas legales limitadas, las cuales prohíben la discriminación por motivos de orientación sexual e identidad de género de forma amplia (solo en el sistema de salud).

##### En el sistema educativo
Las personas del colectivo LGBTI+ continúan enfrentando discriminación, violencia y estigma al tratar de tener acceso al sistema educativo del país. En marzo de 2008, surgió el caso de que a algunas estudiantes transgénero les fue negado el derecho a continuar sus estudios de secundaria, las autoridades les dijeron que "podían estudiar siempre y cuando vinieran vestidos como hombres". Quedó evidenciado que la expresión e identidad de género de estas estudiantes es un factor de discriminación para las autoridades de estos centros de estudio y al día de hoy, no han recibido una disculpa o una respuesta por lo ocurrido. Producto de situaciones de tal tenor, las personas de la diversidad sexual se ven obligadas a buscar en el subempleo alguna fuente de ingreso, dado que al negárseles el acceso a la educación, los que corren con mejor suerte se ven condenados a buscar alternativas de empleo (o subempleo) los cuales les brindan un nivel de ingresos muy bajos y en consecuencia, un bajísimo nivel de vida y en el peor de los casos se ven obligados a ejercer el trabajo sexual, etc.
Por otro lado, hace unos años el Ministerio de Educación publicó una cartilla llamada “Educación de la sexualidad: guía básica de consulta para docentes” pero la misma adolece de un abordaje serio y científico sobre la sexualidad humana y no aborda en lo absoluto el tema LGBTI+ con lo cual se continúa favoreciendo el discurso populista y fundamentalista de ciertas confesiones religiosas desde sus respectivos púlpitos en lugar de brindarse un fundamento y un abordaje científicos de calidad sobre la sexualidad. El tema del ¨Bullying¨ es una situación a la que constantemente se están enfrentando las personas que viven con VIH (entre ellas algunas personas LGBTI+ portadoras de VIH) en las escuelas e institutos de secundaria sin que las autoridades de educación tomen cartas en el asunto y cuando lo hacen, lo hacen de manera parcializada (en la ciudad de León, a una niña se le impidió el acceso a su escuela al saberse que era portadora del virus del VIH y tras sufrir meses de acoso por parte de sus compañeros/as de clase y de parte de varios padres de familia que supieron de su condición, amenazaron con sacar de la escuela a sus hijos si la niña no era retirada del centro escolar).
Desde la despenalización de la homosexualidad en 2008, no ha habido ningún avance en materia de protección legal contra la discriminación en el acceso al sistema educativo, de igual forma, tampoco ha habido ningún avance en materia de legislación la cual proteja a los estudiantes LGBTI+ ante la discriminación en las instalaciones educativas por parte de otros estudiantes, docentes o personal administrativo.

##### En el sistema de salud
Resolución Ministerial No.671-2014: La Resolución Ministerial No.671-2014, prohíbe al personal de los establecimientos de salud públicos y privados discriminar a una persona por motivos de su orientación sexual o identidad y expresión de género, así como por ser una persona con VIH o por ejercer el trabajo sexual. De igual forma, esta resolución establece que los centros de salud públicos y privados deben promover y apoyar acciones orientadas a la erradicación de cualquier tipo de discriminación hacia las personas LGBT y portadores del VIH. Por último, esta resolución ministerial obliga al personal de salud a llamar a todas los usuarios de acuerdo con el nombre elegido según su vivencia de género.
Los siete puntos de la Resolución Ministerial No.671-2014 expresan lo siguiente:

Resolución Ministerial 671-2014:

Primero: Los establecimientos de salud públicos y privados, que brindan atención y servicios de salud a la población, deben de promover y apoyar acciones orientadas a la erradicación de cualquier tipo de discriminación hacia las personas por su orientación sexual, identidad y expresión de género, por ser portadora de VIH o por ejercer el trabajo sexual.
Segundo: El personal de los establecimientos de salud públicos y privados donde se brinda atención en salud, no debe discriminar a ningún ciudadano o ciudadana por su orientación sexual, identidad y expresión de género, por ser persona con VIH o por ejercer trabajo sexual.
Tercero: El personal de los establecimientos de salud públicos y privados donde se brinda atención en salud, deberá llamar a las personas por el nombre elegido según su vivencia de género, entendiéndose por nombre elegido el nombre social utilizado por la persona; todo sin prejuicio de lo establecido por la legislación nacional en lo que concerniente a la identidad ciudadana y las normas y manuales para el manejo del expediente clínico aprobadas por el Ministerio de Salud.
Cuarto: Instar a los establecimientos de salud públicos y privados a difundir e implementar políticas públicas de salud para erradicar toda forma de discriminación hacia la comunidad lésbica, gay, bisexual, trans e intersex (LGBTI), personas con VIH y trabajadoras sexuales.
Quinto: Ordenar la imposición de sanciones para el personal de los establecimientos de salud públicos y privados que no cumplan con lo establecido en la presente Resolución Ministerial, conforme lo establecido en la Ley No.423 “Ley General de Salud” y el Decreto No.001-2003 “Reglamento de la Ley General de Salud”, sin prejuicio de las sanciones establecidas en la Ley No.641, Código Penal, en lo relativo al delito de discriminación.
Sexto: Establecer un mecanismo que permita a la población en general, interponer denuncias de maltrato o discriminación hacia las personas por su orientación sexual, identidad y expresión de género, por ser portadora de VIH o por ejercer el trabajo sexual, por parte del personal de salud y administrativo, en los establecimientos de salud públicos o privados. Este mecanismo se dará a conocer a través de su divulgación en los establecimientos de salud, públicos o privados

Séptimo: Instalar las Agencias Multilaterales de Cooperación y Organismos Financieros Internacionales, así como a las instituciones públicas nacionales, para que apoyen técnica y financieramente las acciones contra la discriminación por orientación sexual, identidad y expresión de género, el ejercicio del trabajo sexual y por ser persona con VIH.
Resolución Ministerial 671-2014

#### Ley de VIH
En cuanto al estatus de VIH, la Ley No.820 tiene como objeto garantizar el respeto, promoción, protección y defensa de los derechos humanos con énfasis en la atención integral de la salud, relacionada con la infección por el virus de inmunodeficiencia humana (VIH). Esta ley está vigente desde finales de 2012.
Algunos de los artículos de la Ley No.820 expresan lo siguiente:

Artículo 1.- Objeto de la Ley: La presente Ley es de carácter público y tiene como objeto garantizar el respeto, promoción, protección y defensa de los Derechos Humanos con énfasis en la atención integral de la salud, relacionado a la infección por el Virus de Inmunodeficiencia Humana (VIH), garantizando el acceso universal a terapias antirretrovirales, tratamientos para enfermedades oportunistas, condones y otros métodos anticonceptivos para la prevención, priorizando a las personas con VIH y en condición de Sida, poblaciones con mayor vulnerabilidad y riesgo y población en general. 

El fundamento de sus disposiciones son el derecho a la vida y la salud, así como los derechos humanos universales, consignados en diversos instrumentos nacionales e internacionales, contenidos en el artículo 46 de la Constitución Política de la República de Nicaragua, los principios éticos de no discriminación, confidencialidad y autonomía personal, los cuales deben regir su aplicación y las normas que se deriven de ellas.
Artículo 13.- Derechos
A) Socio-Políticos: Para efectos de la presente Ley, las personas con VIH, gozan de todos los Derechos consignados en la Constitución Política de la República de Nicaragua y leyes como: derecho a la libertad de expresión, a la libre movilización, de organizarse en grupos de autoayuda, organizaciones sindicales, partidos políticos y cargo de elección popular, a realizar peticiones ante las distintas instituciones de la administración pública, empresas privadas y medios de comunicación dentro de todo el territorio nacional.
B) A la Salud: Las personas con VIH o en condición Sida como todos los ciudadanos, tienen derecho a recibir y gozar de la atención integral en salud en los establecimientos públicos del Estado, dicha prestación se extenderá al Instituto de Seguridad Social y Desarrollo Humano de la Policía Nacional, al Instituto de Previsión Social Militar del Ejército de Nicaragua y a los establecimientos regulados por el Instituto Nicaragüense de Seguridad Social. 
Cuando sea necesario el ingreso para atención hospitalaria a personas con VIH y en condición Sida, no se justificará su aislamiento por discriminación, salvo que sea en su beneficio para protegerlas de otras infecciones, o cuando su misma condición de salud lo amerite.
C) A la Educación: Las personas con VIH o en condición Sida y sus familiares, tienen derecho a la educación y permanencia en la escuela durante todo el ciclo de su vida. No se les podrá impedir el acceso a los centros educativos públicos y privados, ni a la obtención de becas de estudio en el país o en el extranjero. Toda forma de discriminación en razón de su condición, estará sujeta a las sanciones administrativas, civiles y penales que correspondan.
D) Al Trabajo: Las personas con VIH o en condición Sida, tienen igual derecho al trabajo, salario digno y a todas las prestaciones de ley, pudiendo desempeñar labores de acuerdo a sus capacidades físicas y competencia profesional. No podrá considerarse su condición de salud como impedimento para su contratación y estabilidad laboral.
Ninguna institución, empresa privada o pública puede obligar a la realización de la prueba de VIH antes y durante la contratación. El estado serológico real o supuesto, no es un motivo para terminar una relación de trabajo para ningún tipo de ocupación en el sector público o privado.
A las personas con enfermedades relacionadas con el VIH y que se encuentren aptas según criterio médico-epidemiológico, no se les deberá negar la posibilidad de continuar realizando su trabajo y de ser necesario se harán ajustes razonables a su condición de salud para su desempeño.
En el caso de las fuerzas armadas y policiales no podrán ser dados de baja del servicio activo, si se encuentran aptas según criterio médico-epidemiológico, ni será causal para la terminación de la relación laboral y no pago de sus prestaciones de ley.
E) A la Libertad y Seguridad Personal: Todas las personas tienen derecho a la libertad y seguridad personal, y no debe ser motivo de detención o de aislamiento el haber adquirido el VIH o estar en condición Sida.
F) A la Información: Toda información relacionada a VIH y Sida deberá estar disponible en las diferentes lenguas del país, en el caso de personas con discapacidad se deberá implementar los medios y mecanismos que aseguren la transmisión de información que se requiera, los que pueden ser: Lenguaje de señas, traductor, sistema Braille y otros.
Las personas deberán a través de la consejería contar con información científica y actualizada sobre su auto-cuido, tratamientos o investigación que contribuyan al control epidemiológico, así como a los posibles riesgos o beneficios que puedan causar los mismos.
El consentimiento de la persona sometida a tratamientos o investigación debe constar por escrito, que demuestre que se le brindó la información suficiente y completa.
G) A la Investigación: Toda persona con VIH y en condición Sida puede solicitar su participación en investigaciones relacionadas a su condición que se estén desarrollando en el país, de acuerdo a los protocolos y guías nacionales e instrumentos internacionales.
Las personas o instituciones responsables de las investigaciones, deben presentar los estudios aprobados por el Comité de Ética del Ministerio de Salud y compartir los resultados con esta autoridad, de acuerdo a lo establecido en esta Ley y otros instrumentos jurídicos pertinentes.
H) A la Privacidad de la Información: Las personas con VIH o en condición Sida, no serán obligadas ni coaccionadas a brindar información al personal de salud sobre su vida privada o sus contactos sexuales. Las mismas, podrán brindar esta información de forma voluntaria, en cualquier establecimiento público o privado, donde se ofrezcan servicios integrales en materia de salud pública, tomando en cuenta la importancia de aportar información para evitar la propagación de la epidemia y cumpliendo con lo establecido para el llenado de la ficha epidemiológica.
I) Al Tratamiento: De acuerdo a lo establecido en la Constitución Política de la República de Nicaragua y la Ley No.423, “Ley General de Salud”, publicada en La Gaceta, Diario Oficial No. 91 del 17 de mayo de 2005, el Estado garantizará a las personas con VIH y a sus familiares, atención médica integral incluyendo los medicamentos antirretrovirales y el tratamiento de las ITS y enfermedades oportunistas según las necesidades del paciente y de acuerdo con las normas, protocolos y guías de atención para las personas con VIH, establecidas por el Ministerio de Salud.
Incluyen la profilaxis post exposición (PPE) en caso de accidentes laborales o violaciones, que debe iniciarse en las primeras setenta y dos (72) horas de ocurrido el evento.
En el caso de niños, niñas y adolescentes se debe tomar en consideración la prescripción de los medicamentos antirretrovirales y tratamientos pediátricos adecuados.
J) A los Beneficios de la Seguridad Social: Las personas trabajadoras con VIH o en condición Sida que se encuentran en el sector de seguridad social, deberán recibir los beneficios que incluyan diagnóstico, asistencia médica y tratamiento antirretroviral que otorgan el INSS, ISSDHU e IPSM y otros que se constituyan.
En aquellos casos de personas trabajadoras independientes con VIH o en condición Sida y sus familiares, pueden optar a la adquisición de seguros facultativos y a todos los beneficios que garanticen el cumplimiento del Decreto No.974, “Ley de Seguridad Social”, publicado en La Gaceta, Diario Oficial No.49 del 1 de marzo de 1982, su Reglamento y demás normativas que regulan la materia.
K) A las Actividades Culturales y Deportivas: Las personas con VIH o en condición Sida y sus familiares, tienen derecho a practicar deportes, participar en actividades culturales y recreativas, cualquier intento de discriminación será sujeto de sanción.
L) A los Servicios de Salud Sexual y Reproductiva: El Estado a través del Ministerio de Salud, deberá garantizar a las personas con VIH o en condición Sida, la información, asesoría, consejería, servicios integrales amigables a las niñas, niños y adolescentes e insumos de salud sexual y reproductiva, incluyendo métodos anticonceptivos modernos y seguros, así como la programación de entrega de condones.
Toda mujer en edad fértil diagnosticada con VIH tiene derecho a la procreación adoptando las medidas y normas establecidas recomendadas por el MINSA, para prevenir la transmisión materno-infantil.
El Estado garantizará a todas las embarazadas el acceso a atención integral en cuidados prenatales, incluyendo diagnóstico, tratamiento antirretroviral, cesárea electiva y cuidado post parto, para la prevención de la transmisión vertical y garantizar la salud de la madre y del recién nacido.
M) A las Personas Privadas de Libertad: Toda persona privada de libertad, tiene el derecho a recibir las condiciones adecuadas de una vida de consignación y de calidad, a recibir atención integral de salud, información veraz y oportuna sobre la prevención, diagnóstico y tratamiento del VIH y Sida, basado en los principios de una vida digna.

N) A los Servicios Fúnebres: Las personas que fallecen a causa del Sida, al igual que sus familiares no deben ser discriminadas en sus honras y servicios fúnebres, en tal sentido se les debe garantizar la atención necesaria en los centros médicos, sean estos públicos o privados, así como empresas que brinden servicios fúnebres, y en los cementerios. No se tomará ninguna medida extraordinaria para el manejo del cuerpo de la persona fallecida.
Ley No.820

### Leyes y medidas restrictivas

#### Restricciones a la libertad de asociación
En septiembre de 2020, los miembros del Frente Sandinista de Liberación Nacional presentaron un proyecto de ley para regular la labor de las ONG y los activistas que reciben financiación del extranjero, exigiéndoles que se registren como "agentes extranjeros", presenten informes mensuales exhaustivos al gobierno y se abstengan de "intervenir en cuestiones, actividades o temas de política interna" en Nicaragua. El proyecto de ley, que fue criticado por varias partes interesadas, fue aprobado por el Congreso en octubre de 2020.

### Leyes sobre crímenes de odio e incitación al odio
Crímenes de odio
Tras la entrada en vigor del nuevo código penal en 2008, se establecieron penas agravadas para todos aquellos crímenes de odio, incluidos los motivados por la orientación sexual de una persona. El párrafo 5, discriminación, del artículo 36, circunstancias agravantes, establecieron como una circunstancia agravante cuando se comete el delito por motivos de orientación sexual. En enero de 2021, entró en vigor una ley la cual realizaba una serie de modificaciones al código penal, Ley de reforma y adición al código penal de la república de Nicaragua, modificando y estableciendo un nuevo artículo de circunstancias agravantes. El literal 10 del artículo 140, asesinato agravado, establece como circunstancia agravante que el hecho sea cometido por odio, motivado por intolerancia y discriminación, referidos a la orientación sexual, y/o identidad sexual, expresión de género.
El literal 10 del artículo 140 del Código Penal expresan lo siguiente:

Artículo 140 bis Asesinato agravado 
Se impondrá la pena de prisión perpetua revisable cuando concurra cualquiera de las siguientes circunstancias: 
10) Que el hecho sea cometido por odio, motivado por intolerancia y discriminación, referidos a la orientación sexual, y/o identidad sexual, expresión de género, origen étnico, condición social y económica, nacionalidad, religión, ideología, color de piel, discapacidad o profesión de la víctima. 
“Se entiende que la agravante del numeral anterior concurre, cuando el que cometió el delito ha expresado de manera personal, en redes sociales o por algún medio de difusión el desprecio o intolerancia contra una persona o grupos de personas a las que previamente amenazó y acosó por algunas de las circunstancias previamente mencionadas.”

Incitación al odio
A pesar de que existen leyes que agravan la sentencia en caso de que el crimen sea motivado por la orientación sexual de la víctima, no existen leyes que criminalicen la incitación al odio.

## Condiciones sociales

### Violencia contra la comunidad LGBTI+
Un estudio diagnóstico del organismo regional del Centro por la Justicia y el Derecho Internacional (Cejil) publicado en 2012, identificó 53 casos de agresiones y de violencia contra las personas de la comunidad LGBTI+, entre los años de 1999 a 2011, en 15 municipios de once departamentos de Nicaragua. De las agresiones sufridas, el estudio halló que 15 personas resultaron asesinadas, 10 de los cuales eran gais, cuatro trans y una lesbiana, además de 23 agresiones graves a la población LGBTI+. A pesar de que el Código Penal reconoce como un agravante la comisión de delitos por motivos de orientación sexual, las víctimas en su mayoría no recurren a denunciar.
Un informe realizado por el grupo feminista La Corriente registró 70 incidentes recibidos por personas LGBTI+ en Nicaragua durante 2021. De estos, 67 fueron actos violentos, y dentro de esos, 40 afectaron a personas trans.

### Transexualidad
Ser transgénero en Managua es doblemente difícil, el estigma y la discriminación se convierte en violencia verbal, emocional, sexual y física, que limita enormemente el desarrollo de este colectivo de la diversidad sexual. La Asociación Nicaragüense de Transgénero (ANIT) realizó un estudio en Managua donde identificó la situación de esta minoría y los resultados solo confirmaron la realidad que se conoce. La principal conclusión de este análisis es que las personas transgénero constituyen una población marginada, que vulnera los derechos humanos y cualquier aspiración a desarrollo. Este esfuerzo de ANIT revela la necesidad urgente de impulsar políticas públicas desde diferentes sectores dirigidas a mejorar la situación actual de este colectivo en desventaja.

### Terapias de conversión sexual
"Esfuerzos para corregir la orientación sexual e identidad de género" (también conocidas como 'ECOSIG') es el nombre con el que se conoce a una serie de métodos pseudocientíficos que tienen como objetivo cambiar o alterar la orientación sexual o la identidad de género de personas LGBTI+ (lesbianas, gais, bisexuales y transexuales). A pesar de que la Organización Mundial de la Salud eliminó en 1990 a la homosexualidad de la lista de enfermedades mentales y a la transexualidad en 2018, hoy en día aun existen diversas organizaciones religiosas las cuales siguen impartiendo este tipo de "terapias" en todo el mundo.
No hay estudios científicos metodológicamente válidos que demuestren que la terapia de conversión en cualquier forma sea efectiva. La evidencia internacional ha concluido que no hay pruebas sólidas de que las personas puedan reducir las atracciones hacia el mismo sexo o aumentar las atracciones hacia otros sexos a través los esfuerzos de cambio de orientación sexual. Por el contrario, las investigaciones que han estudiado a personas que se han sometido a estas prácticas, describen graves efectos en su salud mental tales como episodios de severa ansiedad, síndromes depresivos, aislamiento social, disfunción sexual y pensamientos suicidas. Las víctimas de las terapias de conversión también suelen ser sometidas a los dogmas de consejeros espirituales y a programas para curarse de su 'condición'. Estos programas pueden incluir calumnias homófobas, palizas, encadenamientos, privación de alimento e incluso exorcismos. En la actualidad, los ECOSIG no son criminalizadas en Nicaragua, ni en ningún otro país de la región centroamericana.

## Asociaciones, organizaciones y redes LGBTI+

### Asociaciones
ANIT - Asociación Nicaragüense de Transgéneras
Asociación de mujeres trans (15 activas y 40 participantes en las actividades), capacitadas por el Programa Feminista La Corriente. En 2016 realizaron un estudio sobre la situación de las personas trans de Managua y elaboraron un Manual de atención específica a personas trans para el personal de salud. Su prioridad es lograr la Ley de Identidad de Género, presentaron una propuesta en 2010 pero no ha avanzado.
ANH - Asociación Nuevos Horizontes
Asociación creada en 2013 para defender los derechos humanos de la población LGBTI+. Bismark Moraga coordinó el estudio pionero “Una mirada a la diversidad sexual en Nicaragua” (2010), financiado por la Embajada de Noruega y cuyos resultados sirvieron para crear la Procuraduría de la Diversidad Sexual en la Procuraduría de Derechos Humanos. Realizan denuncias e incidencia política ante las instituciones estatales, en alianza con IDSDH y ANIT, y a menudo junto con ONGs y colectivos feministas. También trabajan en la prevención del VIH con jóvenes.

### Colectivos
Transmen Nicaragua
Transmen Nicaragua es un colectivo conformado por hombres transgénero orientado al interés social. Este colectivo surge por la necesidad de dar respuesta a las demandas invisibilizadas de personas transgénero en áreas como la educación, salud y en el empleo. Este colectivo tiene 2 sedes en el territorio nacional, una en la costa Caribe sur (Bluefields) y otra en Managua. El trabajo de los miembros de este colectivo va en beneficio de la población transgénero nicaragüense, en especial de los hombres trans, realizando campañas de comunicación en redes sociales, radio y TV.
Grupo Lésbico Feminista ARTEMISA
Colectivo lésbico feminista formado en 2006 que trabaja con jóvenes lesbianas en Managua y 4 municipios de León y Chinandega, brindándoles espacios de reflexión (talleres, cine-foros) y autoafirmación. Forman parte del Movimiento Feminista. Organizaron en 2016 el Primer Encuentro Lésbico Feminista junto con el programa Feminista La Corriente, de quién han recibido apoyo y formación. En los últimos años han iniciado un trabajo de reflexión con madres y padres de lesbianas. Participan también en el grupo algunos hombres trans, a los que el grupo está ayudando a organizarse de manera independiente.
AMTC - Agrupación de Mujeres Trans y Culturales
Colectivo creado en 2011, al independizarse varias mujeres transexuales y cisgenero del Colectivo Feminista 8 de Marzo de Managua. Se definen como un “grupo feminista con una mirada trans” y trabajan con mujeres jóvenes de barrios pobres de Managua, creando espacios de reflexión y mediante el teatro. Se sienten más parte del Movimiento Feminista que del Movimiento LGBTI+. Son muy críticas con la hegemonía de los hombres gais en el movimiento: “Existe un poder gay al que sólo se enfrentan las lesbianas y mujeres tras feministas… Los gays son hegemónicos, las lesbianas estamos marginadas y las trans están en medio, algunas con mucho acceso a fondos y mucho poder”.

### Organizaciones
IDSDH - Iniciativa desde la Diversidad Sexual por los Derechos Humanos
Organización creada en 2007, para demandar el cumplimiento de los derechos humanos de la colectividad LGBTI+. Hacen acompañamiento psicosocial y jurídico a colectivos LGBTI+, realizan incidencia política ante las instituciones estatales y campañas para que se aprueben ordenanzas municipales antidiscriminatorias y se instauren espacios libres de odio. Participaron en el estudio pionero “Una mirada a la diversidad sexual en Nicaragua” (2010) y pusieron en marcha una Escuela de Defensores de Derechos Humanos de la Diversidad Sexual y de Género. Considerada una de las organizaciones LGBTI+ “más radicales y de mayor impacto en la sociedad nicaragüense por sus abordajes rebeldes y subversivos pero políticamente muy meditados y estratégicos” y con una fuerte influencia del feminismo. Su coordinador dice “No concibo un movimiento LGBTI+ que no sea feminista”.

### Redes
RDS - RED DE DESARROLLO SOSTENIBLE
En 2010, después de elaborar la Agenda Mínima de Derechos Humanos de las Personas de la Diversidad Sexual, el equipo de la RDS que lo elaboró decidió “salir del closet” y fundar la Oficina LGBTI+ de la organización. Promueven los derechos humanos de la colectividad LGBTI+ en el marco del desarrollo humano y sostenible (“no en el marco del VIH y la salud sexual, que es el enfoque mayoritario y el que atrae más financiamiento”, dice su director). Capacitan a grupos LGBTI+ de los territorios sobre liderazgo, cómo hacer campañas, incidencia e investigación. En 2013 elaboraron una Guía de Comunicación para el abordaje de temas LGBTI+ con enfoque de derechos y organizaron el Primer Foro sobre Crímenes de Odio. El proyecto de Acceso a la Justicia que ejecutaron dio pie a la formación de la Mesa Nacional de Acceso a la Justicia integrada por 19 organizaciones LGBTI+.
Red de Colectivos Americanos de Hombres Trans+ - REDCAHT+
La Red de Colectivos Americanos de Hombres Trans+ (REDCAHT+) aglutina a 11 colectivos y organizaciones de hombres trans de México, Guatemala, El Salvador, Honduras, Nicaragua, Costa Rica, Panamá, República Dominicana, Perú, Uruguay y Cuba. Los colectivos y organizaciones que conforman esta red buscan entenderse entre sí y actuar como uno solo en la región frente a los problemas de discriminación e invisibilización que enfrentan los hombres trans y las personas disidentes del género femenino asignado al nacer. Esta red busca fortalecer y agrupar a los colectivos centroamericanos y de otras regiones americanas que luchan por la visibilización, el empoderamiento, el reconocimiento y el respeto de los derechos humanos de las personas trans masculinas. Transmen Nicaragua forma parte de esta red.
Red Diversa - Red de la Diversidad Sexual de Centroamérica
Esta red, que llegó a aglutinar a más de 20 organizaciones de Guatemala, Honduras, El Salvador y Nicaragua, se formó como resultado del proyecto “CENTROAMERICA DIFERENTE” financiado por la Unión Europea y ejecutado en consorcio entre las ONGs Terra Nuova y Arcigay (italianas) y LAMBDA de Guatemala, CEPRESI de Nicaragua, Kukulcan de Honduras y Entre Amigos de El Salvador. El proyecto ejecutó casi un millón y medio de euros en dos años (2014-2016) y tuvo como objetivos mejorar el respeto de los derechos humanos de las personas LGBTI+ y ampliar la oferta de información, denuncia y defensoría dirigida a personas LGBTI+, ante la violencia y violación de derechos que sufren esta comunidad. El proyecto puso en marcha un Observatorio Regional de Derechos Humanos y un Diplomado sobre Derechos Humanos de la colectividad LGBTI+, y ejecutó diversas actividades formativas, de denuncia del bullying homofóbico e incidencia política. Actualmente la red carece de recursos por lo que se reúne de manera esporádica. La Asociación Kukulcan de Honduras ostenta su presidencia.
Red Centroamericana de Personas con VIH - REDCA+
Es una estructura regional conformada por personas con VIH y respaldada por organizaciones de y para personas con VIH de Belice, Costa Rica, El Salvador, Guatemala, Honduras, Nicaragua y Panamá. Fue creada en 2001 para promover el acceso universal al tratamiento antirretroviral, la reducción del estigma y la discriminación a la población que vive con VIH. Es reconocida nacional, regional e internacionalmente como una estructura que promueve el bienestar y dignidad de las personas con VIH a través de procesos políticos, defensa pública y estrategias que contribuyen a la respuesta regional del VIH, tendientes a mejorar la calidad de vida de las personas con VIH en Centroamérica. En el año 2007, REDCA+ recibió el aval político de la Comisión de Ministros de Salud de Centroamérica (COMISCA) y del Consejo de Integración Social (CISCA). Desde octubre de 2008 a la fecha ha percibido una subvención del Fondo Mundial de lucha contra el Sida, la Tuberculosis y la Malaria. En 2012 se crea su Programa Regional para fortalecer las capacidades técnicas de las personas con VIH, subvencionado por el Fondo Mundial y ejecutado y administrado por la Secretaría de la Integración Social Centroamericana (SISCA).

### Mesas
Mesa Nacional de Acceso a la Justicia
Integrada por 19 grupos LGBTI+, es un espacio plural cuyas prioridades se centran en facilitar el acceso a la Justicia por parte de las colectividades LGBTI+. Para ello, han impulsado la creación de clínicas jurídicas en las que estas reciben asesoría legal en asuntos laborales y derechos civil y penal. Su promotora, la Red de Desarrollo Sostenible-RDS, dice que “es la única red existente actualmente en Nicaragua” y contabiliza como logros de esta articulación:
- Colocar en el debate el concepto de “crimen de odio” y la demanda de su tipificación (aún no está recogido explícitamente en el Código Penal).
- Promover un sistema único de denuncia, que contribuya a hacer visibles los asesinatos.
- Instalar clínicas jurídicas para atender a la comunidad LGBTI+ en los bufetes jurídicos de varias Universidades.
- Consensuar como prioridad la elaboración de la Ley de Identidad de Género (6 organizaciones trans que están en la Mesa se han constituido en grupo promotor de la Ley de Identidad de Género).

### ONG
Asociación REDTRANS de Nicaragua
ONG creada en 2007 para promover la salud con un enfoque de derechos humanos y énfasis en poblaciones con mayor vulnerabilidad al VIH: gais, personas trans y trabajadoras sexuales. En 2007 realizaron una consulta nacional sobre “Trabajo sexual y VIH de personas trans”, a partir de la cual hicieron recomendaciones al Ministerio de Salud y se creó la normativa para mejorar la atención a personas trans en el tema del VIH. Representa a la “población de mayor riesgo” en la Comisión Nicaragüense del sida (CONISIDA), donde aboga por una política institucional que aborde el VIH/sida de manera participativa, dialogada e incluyente.
CEPRESI - Centro de Prevención del SIDA
Creado en 1993 para contribuir a la disminución de la incidencia de las ITS, VIH y sida en la población masculina, CEPRESI brinda educación y atención integral en salud a la población masculina, desde un modelo de masculinidad basado en el respeto y la igualdad entre los géneros y un enfoque de derechos humanos. Realiza trabajo de información y capacitación con técnicas de comunicación para cambios de comportamiento; asesoría y servicios legales en materia de derechos humanos; educación en salud sexual y reproductiva, liderazgo y masculinidades; incidencia política y fomento de la participación de los colectivos LGBTI+. En 2014 hicieron un Plan Nacional de Ciudadanía LGBTI+ y un Protocolo de Atención a Gais y HSH, con los que han capacitado a profesionales de la salud y de otros Ministerios. Participaron en el proyecto “Centroamérica Diferente” financiado por la Unión Europea

### Otros
Grupo Lésbico SAFO
Primer grupo lésbico creado en 2004, integrado por lesbianas, bisexuales y trabajadoras sexuales. Brindan asesoría jurídica en temas de custodia y pensión alimenticia, y dan apoyo psicológico a hijos e hijas de las mujeres. Desde 2010 llevan un registro de las muertes violentas de personas LGBTI+ y actualmente trabajan en la creación de una radio on line. Participaron en el estudio pionero “Una mirada a la diversidad sexual en Nicaragua” (2010), con cuyos resultados sensibilizaron a tomadores de decisión de las instituciones estales. Organizan, desde hace 3 años, junto con dos organizaciones más, la Muestra de Cine LGBTI+ en Managua. Forman parte de la Comisión Nicaragüense del sida (CONISIDA) y de ILGA-LAC, donde ocupa la secretaría de Centroamérica. La actual Procuradora de la Diversidad Sexual, Samira Montiel, es una de las fundadoras y ex-coordinadora del grupo.
Espacio de Mujeres LA LLAVE
Es un espacio de mujeres lesbianas, bisexuales, trans y heterosexuales, que funciona de manera autónoma dentro de la comisión de mujeres de la Iniciativa desde la Diversidad Sexual por los Derechos Humanos (IDSDH). Su agenda específica es la lucha contra la violencia hacia las mujeres, el acoso callejero, la discriminación y el machismo. Son unas 30 mujeres, se definen como “feministas en construcción” y planean independizarse de la IDSDH.
AGENTES DE CAMBIO MATAGALPA
Espacio juvenil creado en 2009 por el Grupo feminista VENANCIA “para que jóvenes LGBTI+ dispusieran de un espacio seguro”. Integrado por gais, mujeres trans y lesbianas, Agentes de Cambio se declaran defensores de los derechos humanos, sexuales y reproductivos, la diversidad sexual, la participación ciudadana, el liderazgo joven y la inclusión sin discriminación. “Todo lo hacemos desde la comunicación inclusiva en radio y televisión, marchas, plantones, protestas, humor, rebeldía, y con un enfoque feminista y generacional”, dicen en su web. Reconocen el aporte del feminismo a las luchas LGBTI+ y mantienen una fuerte alianza con el Grupo VENANCIA: este les presta el local para sus actividades y da atención psicológica a jóvenes LGBTI+ víctimas de agresiones; por su parte, aquellos apoyan los temas por los que luchan las feministas, como violencia y acoso en las calles, “con la esperanza de que un mundo sin violencia machista mejore sus vidas también”.

## Cultura

### Cortometrajes
- Historia de amor con final anunciado (2007): El cortometraje Historia de amor con final anunciado es el primer cortometraje de temática LGBTI+ realizado en Nicaragua, el cual fue dirigido por Bolívar González. Tras el anuncio de que la homosexualidad sería despenalizada en Nicaragua, su director Bolívar González, que estudió cine en Bulgaria durante los años del socialismo, inscribe esta película dentro de una nueva corriente de “cine socialista” o “cine de los oprimidos”. Un cine con los mínimos elementos pero más al alcance de los recursos de países y comunidades marginadas y empobrecidas. El cortometraje despertó la atención sobre la situación de las personas LGBTI+ en Nicaragua.[27] “La opresión en Nicaragua no ha cesado con la eliminación del artículo 204, es sólo un maquillaje que se ha vertido sobre la situación de los homosexuales en Nicaragua, y sobre la situación de las mujeres que están muriendo porque se ha eliminado el derecho al aborto terapéutico. Ya no hay ley que nos lleve a la cárcel, es cierto, pero en las casas y en los barrios se sigue sufriendo la misma marginación, condena y burla. Ser gay, maricón, lesbiana o ser mujer es lo peor que te puede pasar en Nicaragua” dijo uno de los actores que protagonizó este cortometraje a una radio local de Barcelona.[27]

### Música
- Ser lo que son (2015): Ser lo que son es el primer videoclip musical LGBTI+ realizado en Nicaragua, el clip tiene el objetivo de luchar por los derechos de las personas LGBTI+ en uno de los países más atrasados con respecto a los derechos LGBTI+ en Latinoamérica. Su creación tuvo lugar para la campaña nicaragüense ‘Vivimos en diversidad’ realizada por la organización Red de Desarrollo Sostenible (RDS). Se trata de una producción con estilo reguetón compuesta por la pareja rapera conformada por Chica Lirical y Snoopy King, también conocidos como Asociación Ilícita. La producción se centra en enviar un mensaje directo de no discriminación, así como uno de ayuda y esperanza a la población queer del país.[28]